# زاهناشوویتسه
زاهناشوویتسه (به لاتین: Zahnašovice) یک منطقهٔ مسکونی در جمهوری چک است که در شهرستان کرومیه‌رژیژ واقع شده‌است. زاهناشوویتسه ۵٫۶۸ کیلومتر مربع مساحت و ۳۴۵ نفر جمعیت دارد و ۲۱۷ متر بالاتر از سطح دریا واقع شده‌است.